# Silken Thomas
Thomas FitzGerald, decimo Conte di Kildare, anche noto come Silken Thomas (in Irlandese: Tomás an tSíoda; 1513 – Tyburn, 1537), è stato un ribelle irlandese.
Trascorse gran parte della sua giovinezza in Inghilterra. Nel febbraio del 1534, quando suo padre, Gerald FitzGerald, nono Conte di Kildare, venne convocato a Londra, egli assunse la carica di governatore dell'Irlanda. In giugno Thomas ricevette la notizia che suo padre era stato giustiziato nella Torre di Londra e che il governo inglese intendeva destinarlo alla stessa sorte insieme ai suoi zii. Egli convocò il Concilio di nell'abbazia di St Mary, a Dublino, e l'11 giugno, accompagnato da 140 cavalieri con delle frange di seta sugli elmetti (da qui il suo soprannome), cavalcò fino all'abbazia e disconobbe pubblicamente la sua fedeltà al re Enrico VIII d'Inghilterra, signore dell'Irlanda.
In luglio attaccò il Castello di Dublino, ma il suo esercito venne sconfitto. Si ritirò nella sua fortezza di Maynooth, Contea di Kildare, ma nel marzo 1535 questa venne presa da un esercito inglese guidato da Sir William Skeffington mentre Thomas era alla ricerca di rinforzi. I soldati della guarnigione vennero tutti uccisi, da allora ricevere il perdono di Maynooth è una immagine figurativa per dire venire giustiziati.
In luglio Lord Leonard Grey arrivò dall'Inghilterra come Lord Deputy of Ireland; Fitzgerald, vedendo che il suo esercito si scioglieva come neve al sole mentre i suoi alleati si arrendevano uno dopo l'altro, chiese il perdono per le sue offese. Nonostante tutto egli era ancora un valido avversario e il Grey, desiderando evitare di prolungare il conflitto, garantì personalmente per lui e lo persuase ad arrendersi incondizionatamente e di rimettersi alla pietà del re. Nell'ottobre 1535 fu inviato come prigioniero nella Torre di Londra. Nonostante le garanzie personali del Grey, egli venne impiccato e squartato insieme ai suoi zii a Tyburn nel 1537.